# 大芬村
22°36′34″N 114°08′14″E / 22.60944°N 114.13722°E

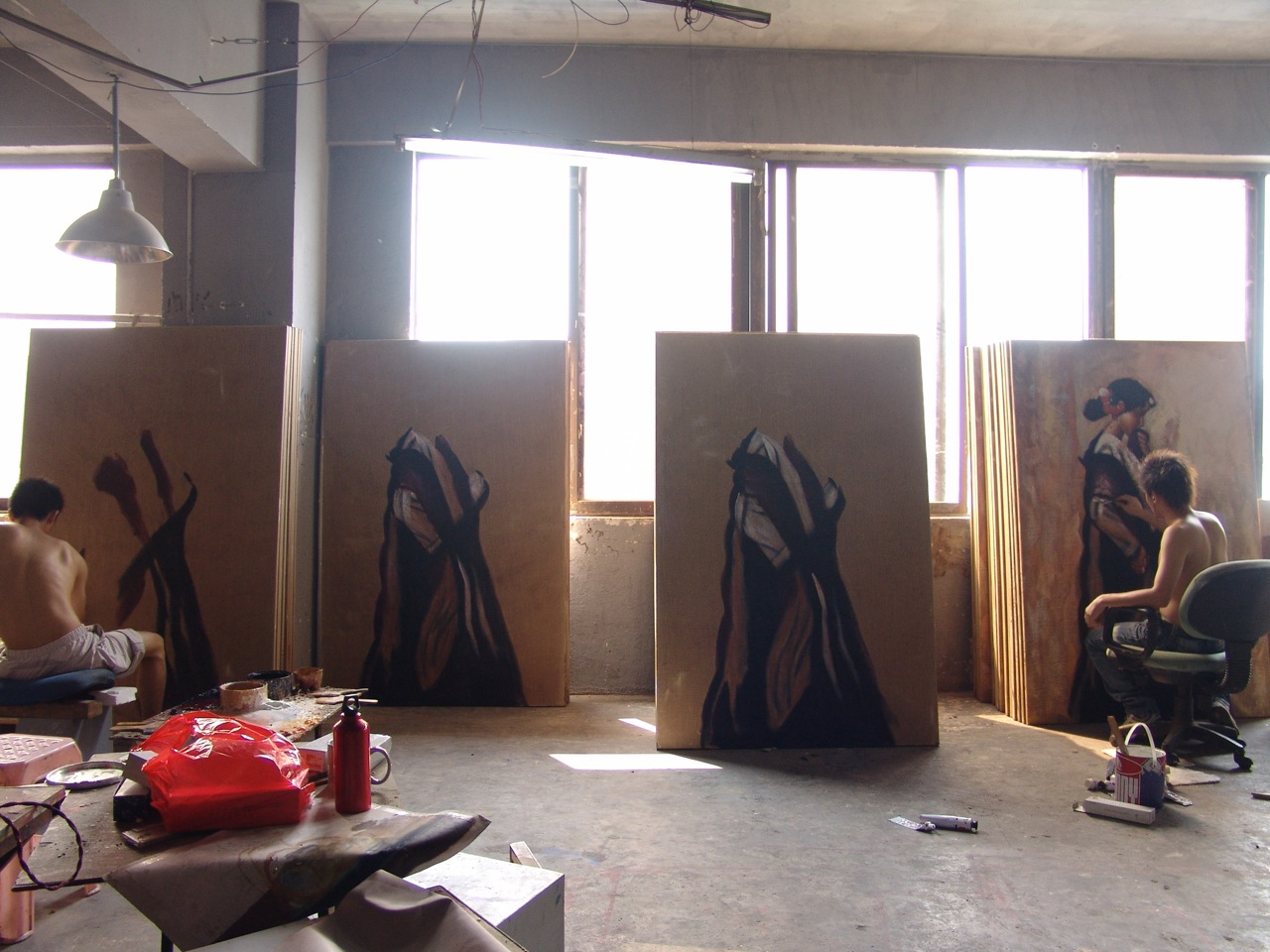
大芬某画室

大芬村位於中國廣東省深圳市龙岗区布吉街道，是一處著名的油畫村。

## 历史

### 村子起源
大芬村始建于清代初期，由邬姓先祖迁居于此开基而成为村落。相传大芬村虽民风纯朴、交通便利，却也鸡犬相闻、杂草丛生、房屋潮湿、污水遍地，人烟稀少，因此被称为“大粪村”，后改名大芬村。

### 油画产业的兴起与发展
在20世紀80年代末，由一位香港画商黄江發起，村民原有200人，現在有1萬多外來人口從事美術工作。作品以仿西洋油畫聞名，也有原創。以批發出口經營。此地有稱為大芬油畫村。

## 紀錄片
攝影師余海波，從2004年起前往大芬村。由拍照開始，記錄當地畫工們的故事。至2010年，余海波決定跟女兒余天琦拍攝以畫工為主題的紀錄片《中國梵高》。
最後花了近兩年時間，把片段剪輯成八十分鐘的版本。

## 外部参考
- “大芬油画村”的缘起
- 深圳大芬村具有創意產業的示范意义
- “大芬油画村”的作品